# Fenicides
Fenicides (Phoenicides, Phoinikídes Φοινικίδης) fou un poeta còmic grec nadiu de Mègara, pertanyent a la nova comèdia. Va florir a l'entorn del 280 aC; en una de les seves obres critica la lliga de Pirros de l'Epir i Antígon.
Algunes obres seves són:
- Αὐλητρίδες
- Μισουμένη o Μισούμενος
- Φύλαρχος[1]